# ماری‌جوانا (فیلم)
«ماری‌جوانا» (انگلیسی: Marihuana) یک فیلم سودجویانه است که در سال ۱۹۳۶ منتشر شد.